# Eois cobardata
Eois cobardata är en fjärilsart som beskrevs av Paul Dognin 1893. Eois cobardata ingår i släktet Eois och familjen mätare. Inga underarter finns listade i Catalogue of Life.